# Aloros
Aloros (en grec antic: Ἄλωρος) fou una ciutat de l'antiga Grècia situada al territori de la Bòtia (Macedònia). Sembla que va ser fundada com a colònia d'Erètria, en relació amb l'antiga fundació de Metone.
Apareix al Periple de Pseudo-Escílax com una de les ciutats gregues de Macedònia, i la situa entre Metone i Pel·la. Estrabó la situa al Golf Termaic, a prop de Metone i vora el riu Haliacmó. Diodor de Sicília esmenta un personatge important d'aquesta ciutat, Ptolemeu Alorita, que va ser regent de Macedònia a la mort d'Alexandre el Gran.